# Castellarano
Castellarano là một đô thị ở tỉnh Reggio Emilia trong vùng Emilia-Romagna, có vị trí cách khoảng 45 km về phía tây của Bologna và khoảng 20 km về phía đông nam của Reggio Emilia. Tại thời điểm 31 tháng 12 năm 2004, đô thị này có dân số 13.407 và diện tích 57,5 km².
Đô thị Castellarano có các frazioni (các đơn vị cấp dưới, chủ yếu là các làng) Ca' de Grimaldi, Ca' de Ravazzini, Cadiroggio, Case Ferri, Castello La Croce, Farneto di Sotto, Le Ville, Montebabbio, Pradivia, Roteglia, Scuole, and Telarolo.
Castellarano giáp các đô thị: Baiso, Casalgrande, Prignano sulla Secchia, Sassuolo, Scandiano, Viano.